# Istenszülő születése fatemplom (Csúcsmező)
A csúcsmezői Istenszülő születése fatemplom műemlékké nyilvánított épület Romániában, Arad megyében. A romániai műemlékek jegyzékében az  AR-II-m-A-00643 sorszámon szerepel.